# Ferrari F50
Ferrari F50 er en højpræstations supersportsvogn produceret af Ferrari. F50 blev introduceret i 1995 for at fejre Ferrari's 50 års fødselsdag. Bilen er en todørs, tosædet cabriolet med aftageligt tag. Den har en 4.7L naturligt aspireret 60 ventilers V12-motor, som blev udviklet fra den 3.5 liters V12 der blev brugt i Ferrari F92 Formel 1 raceren fra 1992.
Der blev kun produceret 349 F50'ere, en mindre en Ferrari troede, at de kunne sælge. Dette var, med Ferrari talsmand Antonio Ghini's ord, fordi; "Ferrari'er er noget kulturalt, et monument. De skal være svære at finde, så vi vil producere en mindre end vi tror vi kan sælge" – Den sidste F50 blev bygget i Juli 1997. Det er dog kendt i Ferrari kredse, at der blev bygget flere end de 349. Man mener der eksisterer lidt over 500 F50'ere.

## Videreudvikling
I tråd med deres historie, udviklede Ferrari, Ferrari F50GT. En prototype baseret på F50 som blev bygget til at konkurrere i GT1 klassen (Le Mans o.s.v). Bilen havde fast tag, kæmpe spoiler bagtil, en ny frontspoiler og mange andre justeringer. Motoren på 4.7 liter blev tunet til at producere omkring 750 hk. I 1996 blev den testet til at være hurtigere end Ferrari 333SP, men det forblev ubemærket da Ferrari pludselig skrottede F50GT projektet, for at fokusere endnu mere på Formel 1. Ferrari sold de 3 eneste F50GT'er der nåede at blive bygget – 001, 002, 003.
En modificeret F50, kaldt "Bolide" blev derudover også bygget til Sultanen af Brunei i 1998. Den byggede på samme motor og chassis, men den blev fuldstændig designet om. Der findes kun ganske få billeder af den, og der findes ingen tal omkring dens præstationer.

## Specifikationer

### Generelt
Pris (1995): 9.000.000,- før moms og registreringsafgift

Bygget i: Maranello, Italien

Antal produceret: 349 + ukendt tal (1995 to July 1997)

Inspiration: Alain Prost's 1990 Ferrari 641/2 F1 racer

### Motor
Navn:		Tipo F130, model SFE 4.7 VJGAEA

Position: 	center

Konfiguration: 60-ventiler 65° V12, udviklet fra F1 motor

Aspiration:	Naturlig, med variabel længde i indsugningsmanifolden via butterfly ventiler

```
Manifold: Kulstof
```

		Block: Støbt jern 

		Cylindre: Letmetalliske Mahle Cylindre

		Svingarme: Sammensmeltet titanium

		Aksel: Sammensmeltet stål

		Olie og vandpumpe: Magnesium og sand (brændt og støbt)

		Udstødnings Manifold: Rustfrit stål

Max Power: 	513 PS (506 hp/377 kW) @ 8000 omdrejninger

### Chassis
Type:		Kulstofs støbt, letmetallisk undervogn.

Materials:	Kulstoffibre, epoxy resin.

### Farver/# Produceret
Rosso Corsa (Rød) / 302

Giallo Modena (Gul) / 31 

Rosso Barchetta (Mørk rød) / 8

Argento Nurburgring (Sølv) / 4

Nero Daytona (Sort) / 4

## Præstationer
0-100 km/t: 	3.7 sek

0-160 km/t: 	6.5 sek

0-1000 m:	21.7 sek

0-1,5 km:	30.3 sek

100-0 km/t: 36 m

1/4 Mile/375m: 	11.1 @ 200km/t

Topfart: 	325km/tbr />